# Pace Egyetem
A Pace Egyetem magánegyetem, amelynek fő campusa New York City-ben és másodlagos campusokkal rendelkezik a New York-i Westchester megyében. 1906-ban Homer St. Clair Pace és Charles A. Pace testvérek hozták létre üzleti iskolaként. A Pace mintegy 13 000 hallgatót vesz be alap-, mesterképzési és doktori programokba. Körülbelül 100 szakot kínál hat iskolájában.

## Története
1906-ban Homer St. Clair Pace és Charles Ashford Pace testvérek alapították a Pace & Pace céget számviteli és üzleti iskoláik működtetésére. 600 dolláros hitelt véve fel a Pace testvérek tantermet béreltek a New York Tribune épület egyik emeletén, ma a One Pace Plaza komplexum helyén. A Paces tanította első osztály 13 férfiból és nőből állt. Az iskola gyorsan növekedett, és többször költözött Alsó-Manhattan környékén.
A Pace testvérek iskoláját hamarosan Pace Institute néven alapították, és országszerte bővült, számviteli és üzleti jogi tanfolyamokat kínálva az Egyesült Államok több városában. Körülbelül 4000 hallgató vett részt a Pace testvérek tanfolyamain a New York-New Jersey térségben.
Az 1920-as években, a távoli helyeken végzett minőség-ellenőrzés miatt aggódva, a Pace testvérek eladták magániskoláikat New Yorkon kívül, majd az eredeti alsó-manhattani iskolára fordították figyelmüket, hogy végül a Pace Egyetem egyik campusává váljanak.  A washingtoni Pace Intézetből később Benjamin Franklin Egyetem lett (ma a George Washington Egyetem része). 1927-ben az iskola a Közlekedési épületbe költözött a Broadway 225-be, és ott maradt az 1950-es évekig.
Miután Charles 1940-ben meghalt, Homer pedig 1942-ben, Homer fia, Robert S. Pace lett a Pace új elnöke. 1947-ben a New York-i Állami Regents Tanács jóváhagyta a Pace Intézet főiskolai státuszát. 1951-ben a főiskola megvásárolta az első campus épületét: 41 Park Row-t Alsó-Manhattanben. Az épület a 19. század végén a The New York Times központja volt. 1963-ban létrehozták a Pleasantville campust, amelyet a General Foods és a Pace alumnius akkori elnöke, Wayne Marks vagyonkezelő és felesége Helen adományozott.
1966-ban Hubert Humphrey amerikai alelnök és John Lindsay New York-i polgármester Edward J. Mortola, a Pace akkori elnökével kijelölték a területét a One Pace Plaza Civic Center komplexumnak. A New York Tribune épületét, a Nassau utca 154. szám alatt, a Park Row 41. számmal szemben lebontották, hogy helyet kapjon az új épületegyüttes számára.
A New York-i Állami Igazgatóság 1973-ban jóváhagyta a Pace College egyetemi státuszra vonatkozó kérelmét. Röviddel ezután, 1975-ben, a White Plains College (korábban Good Counsel College néven ismert) egyesült a Pace-szel, és a White Plains campusává vált. 1976 szeptemberében Pace tanfolyamokat kezdett kínálni Manhattan belvárosában, az Equitable Life Assurance Company épületében (ma AXA Equitable Life Insurance Company) az Amerika sugárúton, majd 1997-ben átköltözött jelenlegi helyére. és a Briarcliff campus lett. 1982-ben megnyílt egy diplomás központ a New York-i White Plains-ban, és 1987-ben a Graduate Center az újonnan épült Westchester Financial Center komplexumba költözött a White Plains belvárosi üzleti negyedében; amely megnyitása idején a Pace diplomás informatikai programja volt az első országosan akkreditált posztgraduális program New York államban.

## Pace az egyetemi rangsorban
A Forbes a 400., a Wall Street Journal a 285., az US News a 202., a Washington Monthly a 235. helyen jegyzi.